# Oțelu Roșu

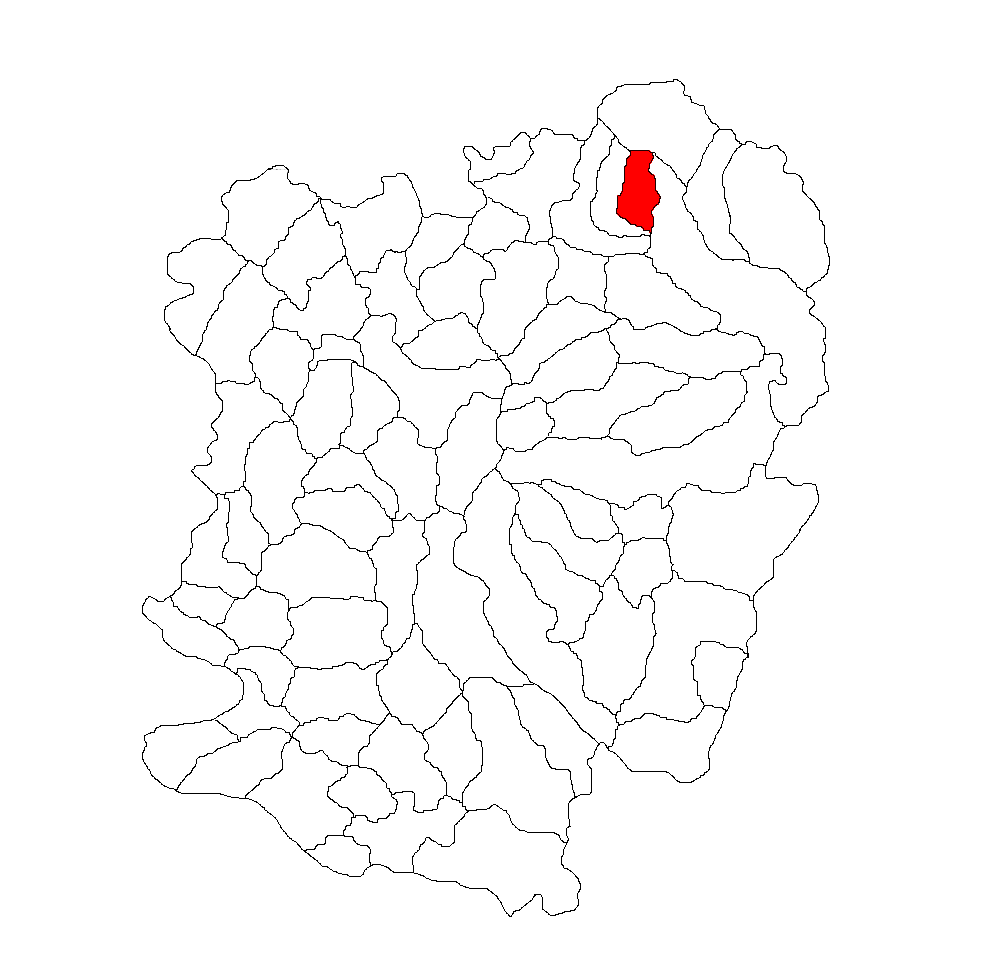
Lage von Oțelu Roșu im Kreis Caraș-Severin

Oțelu Roșu (deutsch Ferdinandsberg, ungarisch Nándorhegy) ist eine Stadt im Kreis Caraș-Severin in der Region Banat in Rumänien. 

## Geographische Lage
Oțelu Roșu liegt an der Nationalstraße 68 im Banat zwischen dem Țarcu-Gebirge im Süden und dem Poiana-Ruscă-Gebirge im Norden am Fluss Bistra. Die Kreishauptstadt Reșița befindet sich etwa 45 km südwestlich (Luftlinie).

## Nachbarorte
| Nădrag   | Poiana-Ruscă-Gebirge                        | Rusca Montană |
| Peștere  | Kompassrose, die auf Nachbargemeinden zeigt | Zăvoi         |
| Glimboca | Țarcu-Gebirge                               | Măgura        |

## Geschichte
Die ältesten archäologischen Funde in der Umgebung der Stadt stammen aus dem Jungpaläolithikum. Zur Zeit der Herrschaft des Römischen Reiches führte durch das Tal der Bistra ein wichtiger Handelsweg. Der älteste Teil der heutigen Stadt ist die Siedlung Ohaba Bistra, die seit dem 15. Jahrhundert in Dokumenten nachweisbar ist. Die Region gehörte damals zum Königreich Ungarn. Die beiden heute eingemeindeten Orte Mal und Cireșa wurden im 16. Jahrhundert erstmals erwähnt (1561 bzw. 1580). Zum Ende des 17. Jahrhunderts kam die Region unter osmanische Vorherrschaft, bevor das Banat Teil von Österreich-Ungarn wurde. Ohaba Bistra wurde Teil der habsburgischen Militärgrenze; die Ortschaft erhielt vorübergehend eine Militärverwaltung. Im 18. Jahrhundert begann ein intensiver Bergbau auf Metallerze. Es siedelten sich vor allem Deutsche und Österreicher an, die 1807 am rechten Ufer der Bistra – gegenüber von Ohaba Bistra – eine Eisenhütte und die Siedlung Ferdinandsberg gründeten. In der Folge prägte die Metallurgie diese Ortschaft. 1848 übernahmen kurzzeitig ungarische Revolutionäre die Herrschaft, die Ferdinandsberg nach dem polnisch-ungarischen Revolutionär Józef Bem in Bemhegy umbenannten. Nach dem Österreichisch-Ungarischen Ausgleich 1867 und durch die anschließende Magyarisierung erhielt Ferdinandsberg den ungarischen Namen Nándorhegy. Die rasche wirtschaftliche Entwicklung und der Bedarf an ausgebildeten Arbeitskräften führte zum Zuzug von Arbeitern aus anderen Regionen des Habsburgerreiches, besonders von Slowaken, Ungarn und Italienern. Im Ergebnis des Ersten Weltkrieges gelangten der größte Teil des Banats und damit auch Ohaba Bistra und Ferdinandsberg an Rumänien. Der Ortsname Nándorhegy wurde zunächst wieder in Ferdinandsberg, 1924 in Ferdinand geändert. Nachdem in diesem Ort zunächst hauptsächlich Katholiken lebten, wurde Ende der 1930er Jahre für die Rumänen eine Rumänisch-Orthodoxe Kirche errichtet. 1943 wurden beide Orte unter dem Namen Ferdinand-Bistra administrativ zusammengefasst, zum Kriegsende 1945 wieder getrennt. Nach der Machtübernahme der Kommunisten erhielt die wiederum vereinigte Gemeinde 1948 den ideologisierten Namen Oțelu Roșu (wörtlich: „Roter Stahl“). 1960 wurde sie zur Stadt erklärt. Die Metallverarbeitung ist weiterhin der wichtigste Wirtschaftszweig, auch wenn ein Teil der Produktionsanlagen nach der Revolution 1989 geschlossen wurde.
In jüngerer Vergangenheit lief ein erneuter Namensänderungsprozess; die Stadt sollte in Ohaba-Ferdinand umbenannt werden; nach der Zustimmung der rumänischen Abgeordnetenkammer lehnte der Senat im Juni 2007 das Vorhaben jedoch ab.

## Bevölkerung
1880 lebten auf dem Gebiet der heutigen Stadt 2806 Menschen, davon 1195 im damaligen Nándorhegy, 770 in Ohaba Bistra, 397 in Cireșa und 444 in Mal. Die drei letztgenannten Orte wurden vorwiegend von Rumänen bewohnt. In Nándorhegy wohnten 442 Deutsche, 400 Slowaken, 224 Rumänen und 18 Ungarn. In der Folge stieg die Bevölkerungszahl; 1992 wurde mit 13.056 das Maximum erreicht.
Bei der Volkszählung 2002 wurden noch 11.749 Einwohner registriert, davon 10.554 in der eigentlichen Stadt und 1195 in den beiden eingemeindeten Dörfern. 10.596 bezeichneten sich als Rumänen, jeweils 476 als Ungarn und Deutsche, 98 als Roma, 37 als Ukrainer und 17 als Slowaken.

## Verkehr
Durch Oțelu Roșu führt die Bahnstrecke Caransebeș–Bouțari–Subcetate, die nur noch von Caransebeș bis Bouțari führt. In beide Richtungen verkehrten mindestens bis 2009 noch Nahverkehrszüge; gegenwärtig ist der Zugverkehr eingestellt. Des Weiteren verläuft die Nationalstraße 68 von Caransebeș nach Subcetate durch die Stadt. Es bestehen regelmäßige Verbindungen nach  Caransebeș per Minibus.

## Sehenswürdigkeiten
- Landschaft des Țarcu- und des Poiana-Ruscă-Gebirges

## Persönlichkeiten
- Axel Azzola (* 14. März 1937; † 6. November 2007), wirkte in Deutschland als Jurist und verteidigte Ulrike Meinhof im Stammheim-Prozess
- Friedrich Karl Azzola (* 4. Dezember 1931; † 6. Dezember 2014), wirkte in Deutschland als deutscher Chemiker und Historiker
- Iosif Lereter (* 23. Juli 1933; † 26. Januar 2024), Fußballspieler und -trainer
- Andreas Jurca (* 21. Oktober 1987), deutscher Politiker (AfD)